# Stade Agiá Sofiá
Le stade Agiá Sofiá (en grec moderne : γήπεδο Αγιά Σοφιά), également connu sous son nom commercial OPAP Arena, est le stade de l'AEK Athènes avec une capacité de 31 100 places. Il est situé à Néa Filadélfia, une banlieue nord-ouest d'Athènes, en Grèce. Construit en 2022 sur le site du stade Níkos Goúmas (el), l'ancien terrain du club, le stade est le plus récent de Grèce.

## Histoire
L'enceinte accueille la finale de la Ligue Europa Conférence 2024.

## Nom
Le stade détient un nom fondateur et un nom commercial. Le nom fondateur du stade est Agia Sophia, choisi après la mosquée Sainte-Sophie d'Istanbul, anciennement une église grecque orthodoxe. Le nom met en évidence les racines culturelles importantes de l'AEK et de ses fondateurs de Constantinople. Le nom commercial du stade, OPAP Arena, a été choisi après que l'OPAP (Organisation grecque de pronostics de football S.A.) a obtenu le droit de nom pendant cinq ans, à partir de 2022.